# Сосницька селищна територіальна громада
Сосницька селищна громада — територіальна громада в Україні, в Корюківському районі Чернігівської області. Адміністративний центр — селище Сосниця.
Площа громади — 311,41 км², населення — 10 607 мешканців (2018).
Площа громади — 806,80 км², населення — 15 499 мешканців (2021 р.).
Утворена 7 липня 2017 року шляхом об'єднання Сосницької селищної ради та Волинківської, Загребельської, Киріївської, Матвіївської, Пекарівської, Чорнотицької сільських рад Сосницького району.
Відповідно до розпорядження Кабінету Міністрів України № 730-р від 12 червня 2020 року «Про визначення адміністративних центрів та затвердження територій територіальних громад Чернігівської області», до складу громади були включені території Бутівської, Великоустівської, Вільшанської, Змітнівської, Конятинської, Козляницької, Кудрівської, Лавської, Спаської, Хлоп’яницької сільських рад Сосницького району.

## Населені пункти
До складу громади входять 2 селища (Мала Бондарівка, Сосниця) і 39 сіл: Бондарівка, Бутівка, Велике Устя, Вільшане, Волинка, Гай, Ганнівка, Гапішківка, Гутище, Долинське, Загребелля, Змітнів, Киріївка, Кнути, Козляничі, Конятин, Костирів, Кудрівка, Купчичі, Лави, Лозова, Ляшківці, Мале Устя, Масалаївка, Матвіївка, Пекарів, Полісся, Польове, Прогони, Рудня, Свірок, Синютин, Соснівка, Спаське, Старобутівка, Філонівка, Хлоп'яники, Чорнотичі, Якличі.